# 寺山翼
寺山 翼（てらやま つばさ、2000年4月10日 - ）は、埼玉県新座市出身のプロサッカー選手。Jリーグ・モンテディオ山形所属。ポジションはミッドフィールダー。

## 略歴
中学・高校時代はFC東京のアカデミーに所属していた。U-18チーム在籍中の2017年8月25日、2種登録選手としてトップチームに登録された。翌26日、FC東京U-23の選手としてJ3リーグのY.S.C.C.横浜戦に出場し、Jリーグデビューを果たした。2018年シーズンも引き続き2種登録選手としてトップチームに登録された。
高校卒業後はトップチームに昇格せず、順天堂大学に進学。2021年の天皇杯では2回戦でFC東京との対戦が実現し、同試合にスタメン出場した。
2021年10月1日、2023年シーズンからのFC東京加入内定、ならびに特別指定選手承認が発表された。12月4日、J1最終節のアビスパ福岡戦で後半途中から出場しトップチームデビュー。
2024年8月20日、サガン鳥栖に期限付き移籍。
2024年12月30日、FC東京への復帰が発表された。
2025年7月24日、モンテディオ山形へ期限付き移籍が発表された 。

## エピソード
小学生の頃から背番号17をつけお気に入りである。

## 所属クラブ
- 2007年 - 2013年 新座片山FC少年団
- 2013年 - 2016年 FC東京U-15むさし
- 2016年 - 2019年 FC東京U-18
  - 2017年8月 - 2018年  FC東京（2種登録選手）
- 2019年 - 2022年 順天堂大学
  - 2021年10月 - 2022年  FC東京（特別指定選手）
- 2023年 -  FC東京
  - 2024年8月 - 同年12月  サガン鳥栖（期限付き移籍）
  - 2025年7月 - 2026年1月31日　  モンテディオ山形（期限付き移籍）

## 個人成績
| 国内大会個人成績 | 国内大会個人成績 | 国内大会個人成績 | 国内大会個人成績 | 国内大会個人成績 | 国内大会個人成績 | 国内大会個人成績 | 国内大会個人成績 | 国内大会個人成績 | 国内大会個人成績 | 国内大会個人成績 | 国内大会個人成績 |
| 年度             | クラブ           | 背番号           | リーグ           | リーグ戦         | リーグ戦         | リーグ杯         | リーグ杯         | オープン杯       | オープン杯       | 期間通算         | 期間通算         |
| 年度             | クラブ           | 背番号           | リーグ           | 出場             | 得点             | 出場             | 得点             | 出場             | 得点             | 出場             | 得点             |
| 日本             | 日本             | 日本             | 日本             | リーグ戦         | リーグ戦         | リーグ杯         | リーグ杯         | 天皇杯           | 天皇杯           | 期間通算         | 期間通算         |
| ---------------- | ---------------- | ---------------- | ---------------- | ---------------- | ---------------- | ---------------- | ---------------- | ---------------- | ---------------- | ---------------- | ---------------- |
| 2017             | F東23            | 32               | J3               | 4                | 0                | -                | -                | -                | -                | 4                | 0                |
| 2018             | F東23            | 37               | J3               | 9                | 0                | -                | -                | -                | -                | 9                | 0                |
| 2021             | 順大             | 17               | -                | -                | -                | -                | -                | 3                | 1                | 3                | 1                |
| 2022             | FC東京           | 30               | J1               | 1                | 0                | 0                | 0                | -                | -                | 1                | 0                |
| 2023             | FC東京           | 26               | J1               | 9                | 0                | 7                | 0                | 2                | 0                | 18               | 0                |
| 2024             | FC東京           | 17               | J1               | 2                | 0                | 1                | 0                | 0                | 0                | 3                | 0                |
| 2024             | 鳥栖             | 37               | J1               | 7                | 1                | -                | -                | 0                | 0                | 7                | 1                |
| 2025             | FC東京           | 17               | J1               | 0                | 0                | 0                | 0                | 0                | 0                | 0                | 0                |
| 2025             | 山形             | 17               | J2               |                  |                  | -                | -                |                  |                  |                  |                  |
| 通算             | 日本             | 日本             | J1               | 19               | 1                | 8                | 0                | 2                | 0                | 29               | 1                |
| 通算             | 日本             | 日本             | J2               |                  |                  |                  |                  |                  |                  |                  |                  |
| 通算             | 日本             | 日本             | J3               | 13               | 0                | -                | -                | -                | -                | 13               | 0                |
| 通算             | 日本             | 日本             | 他               | -                | -                | -                | -                | 3                | 1                | 3                | 1                |
| 総通算           | 総通算           | 総通算           | 総通算           | 32               | 1                | 8                | 0                | 5                | 1                | 45               | 2                |

- 2017年・2018年は2種登録選手、2021年は特別指定選手。
- Jリーグ初出場 - 2017年3月18日 J3第2節 藤枝MYFC戦（藤枝総合運動公園サッカー場）
- Jリーグ初得点 - 2024年11月3日 J1第35節 FC町田ゼルビア戦（駅前不動産スタジアム）

## 代表歴
- 2022年 U-23日本代表
  - カンボジア遠征

## タイトル

### クラブ
新座片山FC少年団
- 第36回JFA 全日本U-12サッカー選手権大会 （2012年）

FC東京U-18
- 高円宮杯U-18サッカーリーグ プレミアリーグEAST（2017年）
- 高円宮杯U-18サッカーリーグ チャンピオンシップ（2017年）

### 代表・選抜
関東大学選抜A
- デンソーカップサッカー（2021年）

### 個人
- JFA_全日本U-12サッカー選手権大会・得点王[10]（2012年）